# You & Me (Marc E. Bassy)
"You & Me" è una canzone del cantante americano Marc E. Bassy, pubblicata come canzone principale del suo secondo extended play, Groovy People (2016). La canzone è in collaborazione con il noto rapper americano G-Eazy. È stata pubblicata il 6 maggio 2016, e dopo revisionata dalla contemporary hit e rhythmic radio da parte di Republic. "You & Me" è una traccia reggae-pop che ricevette numerose recensioni positive da critici musicali per la sua "sensazione estiva".
Commercialmente, la canzone ha raggiunto la posizione numero 58 nella classifica americana Billboard Hot 100, numero 150 nella classifica UK Singles Chart e numero 52 nella classifica ARIA Singles Chart. Il video musicale è stato pubblicato il 20 maggio 2016 diretto da Mike Ho.

## Antefatti e pubblicazione
"You & Me" è stata scritta da Marc E. Bassy (attribuito da Marc Griffin), Gerald Gillum, James Hau, Selena Sloan, Rami Dawod, Jacob Olofsson and William Mosgrove; gli ultimi tre e James Alex Hau sono inoltre i produttori. La canzone serve come singolo guida e traccia d'entrata per il suo secondo extended play, Groovy People (2016), il quale raggiunse la posizione numero 148 nella classifica Billboard 200. Questa è la seconda collaborazione di Bassy con G-Eazy, seguendo "Some Kind of Drug", una traccia del terzo album di G-Eazy, When It's Dark Out (2015).
Prima che venisse pubblicato il singolo "You & Me", Bassy rese pubblico un mino di anteprima della canzone attraverso il suo profilo ufficiale di SoundCloud. Il 6 maggio 2016, la canzone venne finalmente resa pubblica come singolo su iTunes Store attraverso Republic Records. Circa tre settimane dopo, fu inviata alla radio rhythmic contemporary  e contemporary hit nei mesi seguenti. Il video musicale uscì il 20 maggio 2016.

## Composizione
"You & Me" è una traccia reggae e pop, lunga tre minuti e trentotto secondi. È composta in chiave Fa maggiore ed è impostata in misura di tempo comune, con un tempo moderato di 92 bpm. La canzone ha una sequenza basica di F-C-Em-Am come progressione armonica. Il testo di "You & Me" richiama le memorie del cantante condivise con una ragazza, e spera che lei abbia dimenticato tutto di lui. Nel ritornello Bassy canta: If we bump into each other / On a crowded street / It's not us no more / It's just you and me / We're just strangers in passing casually.
Zach Frydenlund di Complex etichettò il record come una traccia calmante reggae-pop, descrivendola come una perfetta traccia estiva in un giorno di relax sulla spiaggia con il proprio partner. Lui stesso affermò che la voce di Bassy aiuta a capire bene il testo prima che G-Eazy intervenga nella canzone con un verso memorabile che si abbina sulla produzione funky.
Rose Lilah di Hotnewhiphop affermò la traccia funky, piacevole ed estiva. Disse inoltre che la canzone è estremamente pop e riflessiva su una recente rottura, passando da "noi" a "tu e io".

## Successo commerciale
"You & Me" inizialmente raggiunse la posizione numero 18 nella classifica americana Bubbling Under Hot 100, prima di debuttare nella classifica americana Billboard Hot 100 alla posizione numero 91 nella settimana del 30 luglio 2016. La settimana successiva la canzone arrivò al numero 80, e dopo rimase al numero 77 per tre settimane. La canzone ha al momento raggiunto la posizione numero 58, nella settimana del 24 settembre 2016, diventando la prima canzone che ha raggiunto la posizione più alta nella classifica Billboard Hot 100-charting per Bassy. Nella classifica Pop Digital Songs, la canzone ha debuttato nella posizione numero 47 è raggiunse la numero 30 nella sua terza settimana, diventando inoltre la sua prima canzone con posizione più alta nella Pop charts.
In Australia, "You & Me" debuttò sulla classifica ARIA Charts nella settimana del 13 agosto 2016 alla numero 100 come l'EP Groovy People e raggiunse il numero 52 il 15 ottobre 2016, diventando il suo primo singolo top 100 single. Nel frattempo, in Nuova Zelanda la canzone debuttò come numero 31 sulla classifica Official New Zealand Music Chart e tre settimane dopo raggiunse la posizione numero 10.
Nel Regno Unito, la canzone debuttò e raggiunse la posizione numero 150 nella UK Singles Chart. Comunque, la canzone raggiunse la posizione numero 80 nella Irish Singles Chart.

## Traccia
- Digital download

1. "You & Me" (featuring G-Eazy) - 3:38

## Crediti e personale
Crediti adattati da Hung Medien.
Crediti vocali
- Marc E. Bassy – voce principale
- G-Eazy – artista ospite

Crediti tecnici
- Scrittura del testo – Marc Griffin, Gerald Gillum, James Hau, Selena Sloan, Rami Dawod, Jacob Olofsson, William Mosgrove
- Produzione – Rami Dawod, Jacob Olofsson, William Mosgrove, Alex Hau

## Classifiche
| Classifica (2016)                          | Posizione massima |
| ------------------------------------------ | ----------------- |
| Australia (ARIA)                           | 52                |
| New Zealand (The Official NZ Music Charts) | 10                |
| Sweden (Sverigetopplistan)                 | 43                |

## Rilascio radiofonico
| Regione     | Data            | Formato                | Etichetta | Ref. |
| ----------- | --------------- | ---------------------- | --------- | ---- |
| Vari        | 6 maggio, 2016  | Digital download       | Republic  |      |
| Stati Uniti | 24 maggio, 2016 | Rhythmic contemporary  | Republic  |      |
| Stati Uniti | 28 giugno, 2016 | Contemporary hit radio | Republic  |      |